# Shunosaurus jiangyiensis
Shunosaurus jiangyiensis es una especie de dinosaurio saurópodo cetiosáurido del género extinto Shunosaurus ("lagarto de Shu") que vivió a mediados período Jurásico, hace aproximadamente 165 millones de años en el Bathoniense, en lo que hoy es Asia.  En 2004, un espécimen parcial semi-articulado del municipio de Jiangyi en el condado de Yuanmou fue descrito como la nueva especie Shunosaurus jiangyiensis.
Se conoce por nueve vértebras cervicales, 15 dorsales, tres sacras, cuatro caudales, ambas escápulas, la coracoides derecha y la clavícula, la extremidad anterior derecha sin la mano, el pubis y el isquion y la extremidad posterior derecha, que se encuentra en la sección superior del Jurásico medio de la Formación Xiashaximiao. La especie se separó de Shunosaurus lii en función de su cintura pectoral única, pero se describió como muy similar tanto a Shunosaurus lii como a Kunmingosaurus.